# جون جاي ستراوس
جون جاي ستراوس (بالإنجليزية: John J. Strauss)‏ هو منتج أفلام وكاتب سيناريو أمريكي، ولد في 8 نوفمبر 1957.

## وصلات خارجية
- جون جاي ستراوس على موقع IMDb (الإنجليزية)
- جون جاي ستراوس على موقع ألو سيني (الفرنسية)
- جون جاي ستراوس على موقع أول موفي (الإنجليزية)
- جون جاي ستراوس على موقع قاعدة بيانات الأفلام السويدية (السويدية)
- جون جاي ستراوس على موقع قاعدة بيانات الفيلم (الإنجليزية)
- جون جاي ستراوس على موقع كينوبويسك (الروسية)